# 田口益人
田口 益人（たぐち の ますひと）は、飛鳥時代末期から奈良時代初期にかけての貴族・歌人。氏姓は石川朝臣のち田口朝臣。官位は正五位上・右兵衛率。

## 出自
武内宿禰の後裔氏族である田口氏（田口朝臣）の出身。田口筑紫または田口豊嶋の子とする説がある。

## 経歴
始め石川朝臣姓を称していたが、大宝2年（702年）田口朝臣の本姓に復する。慶雲元年（704年）従六位下より四階昇進して従五位下に叙爵。
元明朝に入り従五位上に叙せられた後、和銅元年（708年）上野守に任ぜられ地方官として赴任するが、翌和銅2年（709年）右兵衛率として京官に復している。元明朝末の霊亀元年（715年）正五位下より正五位上に昇叙されている。
養老6年11月20日（723年正月）卒去。

## 人物
『万葉集』に2首の和歌作品が入集。
2首とも上野国への赴任の途中、駿河国庵原郡浄見埼（現在の静岡市清水区興津清見寺町あたり）で詠んだ歌。
- 廬原の 清見の崎の 三保の浦の ゆたけき見つつ 物思ひもなし（3-296）
- 昼見れど 飽かぬ田子の浦 おほきみの 命かしこみ 夜見つるかも（3-297）

## 官歴
『続日本紀』による。
- 大宝2年（702年） 3月15日：石川朝臣姓から田口朝臣姓に改姓[2]
- 時期不詳：従六位下
- 大宝4年（704年） 正月7日：従五位下
- 時期不詳：従五位上
- 和銅元年（708年） 3月13日：上野守
- 和銅2年（709年） 11月2日：右兵衛率
- 時期不詳：正五位下
- 和銅8年（715年） 4月25日：正五位上
- 養老6年（722年） 11月20日：卒去[2]

## 系譜
- 父：田口豊嶋[3]
- 母：不詳